# Rico Freimuth
Rico Freimuth (Halle, 14 marzo 1988) è un multiplista tedesco.
In carriera ha conquistato una medaglia di bronzo ai mondiali di Pechino 2015 e una d'argento ai mondiali di Londra 2017, nonché un bronzo agli europei juniores di Hengelo 2007.
È figlio di Uwe Freimuth, anch'egli multiplista, e nipote di Jörg Freimuth, altista.

## Biografia
Agli europei juniores di Hengelo 2007 si fregia della medaglia di bronzo con un punteggio complessivo di 7724, battuto da Matthias Prey e Rok Deržanič.
Nel luglio 2011, al meeting di Ratigen, si piazza secondo dietro l'algerino Larbi Bourrada. In quest'occasione realizza il suo migliore personale (8287 punti), valido per l'accesso ai mondiali di Taegu 2011.
Il mese seguente ai campionati mondiali di atletica di Taegu vince la medaglia di bronzo nel decathlon con un punteggio finale di 8561 punti, dietro allo statunitense Ashton Eaton (9045) e al canadese Damian Warner (8695).

## Progressione

### Decathlon
| Stagione | Punteggio | Luogo       | Data      | Rank. Mond. |
| -------- | --------- | ----------- | --------- | ----------- |
| 2017     | 8 663 p.  | Ratingen    | 25-6-2017 |             |
| 2015     | 8 561 p.  | Pechino     | 29-8-2015 |             |
| 2014     | 8 356 p.  | Ratingen    | 29-6-2014 |             |
| 2013     | 8 382 p.  | Mosca       | 11-8-2013 |             |
| 2012     | 8 322 p.  | Götzis      | 27-5-2012 |             |
| 2011     | 8 287 p.  | Ratingen    | 17-7-2011 |             |
| 2010     | 7 826 p.  | Filderstadt | 23-5-2010 |             |
| 2009     | 7 689 p.  | Ratingen    | 21-6-2009 |             |

## Palmarès
| Anno | Manifestazione   | Sede           | Evento    | Risultato | Prestazione | Note                          |
| ---- | ---------------- | -------------- | --------- | --------- | ----------- | ----------------------------- |
| 2007 | Europei juniores | Hengelo        | Decathlon | Bronzo    | 7 724 p.    |                               |
| 2009 | Europei under 23 | Kaunas         | Decathlon | 10º       | 7 513 p.    |                               |
| 2011 | Mondiali         | Taegu          | Decathlon | dnf       | dnf         |                               |
| 2012 | Giochi olimpici  | Londra         | Decathlon | 6º        | 8 320 p.    |                               |
| 2013 | Mondiali         | Mosca          | Decathlon | 7º        | 8 382 p.    | Miglior prestazione personale |
| 2014 | Europei          | Zurigo         | Decathlon | 7º        | 8 308 p.    |                               |
| 2015 | Mondiali         | Pechino        | Decathlon | Bronzo    | 8 561 p.    | Miglior prestazione personale |
| 2016 | Giochi olimpici  | Rio de Janeiro | Decathlon | dnf       | dnf         |                               |
| 2017 | Mondiali         | Londra         | Decathlon | Argento   | 8 564 p.    |                               |